# Manuel de Sousa Teixeira
Manuel de Sousa Teixeira, o barão do Capibaribe, (Recife, 1785 — Recife, 11 de agosto de 1861) foi um político brasileiro.
Fez parte da Revolução Pernambucana, em 1817, foi preso e condenado a degredo perpétuo na África. Em 1821 foi anistiado e retornou ao estado. 
Foi eleito vereador no Recife, tendo presidido a câmara, também foi deputado provincial em varias legislaturas.
Foi presidente da província de Pernambuco, nomeado por carta imperial de 18 de fevereiro de 1841, de 3 de abril a 7 de dezembro de 1841. Como vice-presidente exerceu a presidência interinamente duas vezes, de 5 de janeiro a 11 de julho de 1845 e de 19 a 26 de abril de 1848.
Foi tenente-coronel da Guarda Nacional e agraciado com a comenda da Imperial Ordem de Cristo.